# Блондинка за рогом
«Блонди́нка за ро́гом» (рос. «Блондинка за углом») — російський радянський комедійний художній фільм режисера Володимира Бортко (молодшого); знятий у 1982-му, проте через цензуру вийшов на екрани лише за два роки.
У фільмі показано суперечності життя суспільства часів брежнівського застою: з одного боку, сіре й убоге життя більшості на тлі тотального дефіциту, з іншого — велика кількість матеріальних багатств у тих, хто зумів «пристосуватися». На сучасного глядача чекає сюрприз: виявляється, вже тоді існували пральні машини-автомати, імпортна побутова техніка, євроремонти, перепланування квартир тощо, але все це було доступне лише одиницям.
У 1984-му (перший рік показу) фільм подивилися близько 25 мільйонів глядачів.

## Сюжет
Колишній астрофізик Микола Гаврилович, який витратив п'ятнадцять років на безплідні пошуки позаземних цивілізацій, і не зумів придбати в житті нічого матеріального, переходить на роботу вантажником до універсаму, де закохується в симпатичну продавчиню гастрономічного відділу Надію, яку він, як виявилося, бачив щоранку на автобусній зупинці.
Чарівна Надія є справжньою господинею «цього» життя, до якого вона прагне долучити й Миколу. Не витримавши перебування в новому статусі, Микола втікає з власного весілля. Він повертається до своєї колишньої роботи та їде в дослідне відрядження за полярне коло… Надія їде разом з ним.

## У ролях
- Тетяна Догілева — Надія, продавчиня гастрономічного відділу
- Андрій Миронов — Микола Гаврилович Пориваєв, колишній науковець, нині вантажник
- Марк Прудкін — Гаврило Максимович, батько Миколи, інвалід війни (озвучує Зиновій Гердт)
- Євгенія Ханаєва — Тетяна Василівна, мати Миколи, шкільна вчителька
- Олена Соловей — Реґіна, піаністка з консерваторії
- Анатолій Сливников — Гена «Крокодил», брат Надії, механік в автосервісі
- Баадур Цуладзе — Рашид Рашидович, директор універсаму
- Анатолій Равикович — службовець універсаму
- Олексій Жарков — робочий універсаму (озвучує Євген Кіндінов)
- Сергій Бехтерєв — нервовий покупець
- Павло Кадочников — член-кор Огурцов (озвучує Ігор Єфімов[ru])

## Знімальна група
- Автор сценарію: Олександр Червінський
- Режисер-постановник: Володимир Бортко (молодший)
- Оператори-постановники: Іван Багаєв, Валентин Комаров
- Художник-постановник: Володимир Свєтозаров
- Композитор: Ісаак Шварц
- Звукооператор: Наталія Аванесова
- Режисери: А. Абакаров, А. Бурмістрова
- Редактор: В. Шварц
- Монтаж: М. Амосова
- Костюми: Ю. Колотко
- Художник-декоратор: І. Мішина
- Технік звукозапису: В. Міхневич
- Автори текстів пісень: В. Сумароков, Б. Рацер, В. Константинов

## Цікаві факти
- Основні інтер'єрні сцени знімали в Ленінградському універсамі «Південний».
- Екстер'єри та деякі інтер'єри універсаму знімали в чинному магазині в Москві (Відрадна вулиця, д. 16).
- У фільмі «Перевага Борна» на «вулиці Відрадній, будинок 16, квартира 20» живе героїня Оксани Акіньшиної Ірина Нескі, але насправді це адреса все того ж універсаму, в якому, зрозуміло, ніяких квартир немає (але на Відрадній вулиці є житловий будинок № 16а). Саму ж вулицю й універсам у фільмі побачити не можна, їх знімали в іншому московському районі — Крилатське.
- Генадій їздить на автомобілі Chrysler New Yorker моделі 1973-го.
- В машині Генадія грала пісня «Rock Around the Clock».
- На початку фільму працівники універсаму дивляться по телевізору футбольний матч на Кубок Володарів кубків «Торпедо» (Москва) — «Баварія» (Мюнхен), який реально відбувся 15 вересня 1982 року. При цьому далі виявляється, що дія відбувається напередодні Великодня, який ніяк не може бути восени. Таким чином, це очевидний ляп.
- Життя торгової мафії часів брежнівського застою висвітлено також у фільмі Справа гастроному №1[ru] 2011-го.